# Naomi Chanda
Naomi Chanda est une agricultrice et enseignante zambienne.

## Biographie

### Carrière
Avec l'ONG Camfed, spécialisée dans l'éducation des filles, elle aide à enseigner des techniques agricoles adaptées à la crise climatique dans l'extrême nord-est de la Zambie, où les sécheresses prolongées et les changements saisonniers dramatiques ont eu un impact dévastateur sur les petits exploitants agricoles. Elle cogère dans ce cadre cofondé une ferme école entièrement conduite par des femmes depuis sa fondation en 2019 par un chef traditionnel dans le district de Chinsali.
En 2024, elle est citée par la BBC dans les 100 Women,.